# Fontenay-Torcy
Fontenay-Torcy é uma comuna francesa na região administrativa de Altos da França, no departamento de Oise. Estende-se por uma área de 5,96 km². Em 2010 a comuna tinha 132 habitantes (densidade: 22,1 hab./km²).